# Mary Petruolo
Mary Petruolo, pseudonimo di Maria Palma Petruolo, accreditata anche come Maria P. Petruolo (Marcianise, 28 marzo 1989), è un'attrice italiana.

## Biografia
Originaria di Marcianise, figlia di un maresciallo dei carabinieri e di una maestra di scuola elementare, esordisce nel 2002 interpretando il ruolo della giovane Maria José del Belgio nella miniserie televisiva Maria José - L'ultima regina, diretta da Carlo Lizzani e trasmessa da Rai 1. L'anno successivo, come Mary Petruolo, debutta sul grande schermo con il film Uomini & donne, amori & bugie, sceneggiato e diretto da Eleonora Giorgi, al suo debutto come regista.
Tra il 2004 e il 2006 partecipa a varie produzioni televisive, tra cui le serie televisive La squadra, in onda su Rai 3, e Diritto di difesa, in onda su Rai 2, e le serie di Rai 1 Gente di mare, diretta da Vittorio De Sisti e Alfredo Peyretti; Orgoglio, in cui interpreta il ruolo di Gabriella Obrofari, e Raccontami, diretta da Tiziana Aristarco e Riccardo Donna, nel ruolo, che le dà la popolarità, di Francesca Fortini.
Nel 2007 è tra i protagonisti delle miniserie Il segreto di Arianna, diretta da Gianni Lepre, e Chiara e Francesco, diretta da Fabrizio Costa, in cui interpreta il ruolo di Chiara d'Assisi. Nello stesso anno partecipa all'Incontro nazionale dei giovani 2007. Nel 2008 ritorna sul piccolo schermo con la seconda stagione di Raccontami e con la co-produzione italo-franco-statunitense Coco Chanel.
Nel 2009 appare nuovamente sul grande schermo come protagonista, insieme ad Emanuele Bosi, del film Questo piccolo grande amore di Riccardo Donna, ispirato all'omonimo concept album di Claudio Baglioni del 1972. Nello stesso anno appare per la prima volta in una produzione di Canale 5, nella miniserie Doc West, diretta da Giulio Base e Terence Hill, dove interpreta il ruolo di Millie Mitchell.
Nel 2010 è protagonista, nel ruolo del sottotenente Costanza Moro, della serie di Canale 5 R.I.S. Roma - Delitti imperfetti, diretta da Fabio Tagliavia e Francesco Miccichè. Nel 2012 appare ancora sul piccolo schermo, nell'episodio La traccia del serpente della prima stagione della serie televisiva Nero Wolfe. Nel 2014 è nuovamente su Rai 1 in Madre, aiutami, miniserie con protagonista Virna Lisi, in cui interpreta il ruolo di Suor Vera. Nel 2018 impersona Elisabetta di Baviera nella terza puntata della terza stagione della trasmissione televisiva di Rai 1 ideata e condotta da Alberto Angela, Meraviglie - La penisola dei tesori.

## Filmografia

### Cinema
- Uomini & donne, amori & bugie, regia di Eleonora Giorgi (2003)
- Il dono dei Magi, regia di Gianni Quaranta – cortometraggio (2007)
- Questo piccolo grande amore, regia di Riccardo Donna (2009)

### Televisione
- Maria José - L'ultima regina, regia di Carlo Lizzani – miniserie TV (2002)
- Diritto di difesa – serie TV, episodio 1x02 (2004)
- La squadra – serie TV, episodio 5x01 (2004)
- A casa di Anna, regia di Enrico Oldoini – miniserie TV (2004)
- Orgoglio – serie TV, 8 episodi (2004-2006)
- Gente di mare – serie TV, episodio 1x25 (2005)
- Il segreto di Arianna, regia di Gianni Lepre – miniserie TV (2007)
- Chiara e Francesco, regia di Fabrizio Costa – miniserie TV (2007)
- Raccontami – serie TV, 34 episodi (2007-2008)
- Coco Chanel, regia di Christian Duguay – miniserie TV (2008)
- Doc West, regia di Giulio Base e Terence Hill – film TV (2009)
- Doc West - La sfida, regia di Giulio Base e Terence Hill – film TV (2009)
- R.I.S. Roma - Delitti imperfetti – serie TV, 20 episodi (2010)
- Nero Wolfe – serie TV, episodio 1x01 (2012)
- Madre, aiutami, regia di Gianni Lepre – miniserie TV, 4 episodi (2014)
- Una pallottola nel cuore – serie TV, episodio 1x02 (2014)

## Trasmissioni televisive
- Meraviglie - La penisola dei tesori - miniserie documentaristica, episodio 1x03 (2018)

## Riconoscimenti
- Città di Siena
  - 2008 - Premio Santa Caterina d'Oro[6]
- Festival Internazionale del Cinema di Salerno
  - 2007 - Arechi d'Oro per Chiara e Francesco[7]
- Festival La Primavera del Cinema Italiano
  - 2009 - Premio Agis Scuola per Questo piccolo grande amore (condiviso con Emanuele Bosi)[8]
- Magna Grecia Film Festival
  - 2009 - Premio Magna Grecia per Questo piccolo grande amore[6]